# Moritz von Kaiserfeld
Moritz šlechtic von Kaiserfeld, též Moritz Kaiserfeld von Blagatinschegg (24. ledna 1811 zámek Mannsberg u Ptuje – 14. února 1885 zámek Birkenstein u Birkfeldu), byl rakouský právník a politik německé národnosti, v 2. polovině 19. století poslanec Říšské rady a zemský hejtman Štýrska.

## Biografie
Pocházel z rodiny drobné šlechty. Studoval práva na univerzitě ve Štýrském Hradci. Složil s vynikajími výsledky politicko-justiční zkoušky a roku 1835 nastoupil jako justiciár na panství Thanhausen. Téhož roku se pak stal správcem panství Birkenstein, s jehož ovdovělou majitelkou se roku 1838 oženil. Během revolučního roku 1848 usedl coby zástupce velkostatkářů na rozšířený Štýrský zemský sněm. Profiloval se jako odpůrce vídeňského demokratického radikalismu. V lednu 1849 byl za město Štýrský Hradec zvolen do celoněmeckého Frankfurtského parlamentu. Do debat parlamentu ale nezasáhl. Poté, co se Rakousko odmítlo na činnosti parlamentu podílet, byl povolán do Vídně, kde byl činný při přípravě reformy pozemkové daně v souvislosti se zrušením poddanství. Pobýval na svém statku v Mürzzuschlagu. V letech 1848–1850 často publikoval politické stati v listu Grazer Zeitung. Roku 1850 se stal starostou Birkfeldu. Během éry neoabsolutismu byl mimo hlavní politický a veřejný život.
Po obnovení ústavní vlády se opět zapojil do politiky. Od března 1861 byl poslancem Štýrského zemského sněmu za kurii venkovských obcí, obvod Weiz, Gleisdorf, Birkenfeld. Zároveň od 3. dubna 1861 vykonával funkci náměstka zemského hejtmana. V roce 1863 se zde zasadil o posílení univerzity ve Štýrském Hradci přidáním lékařské fakulty a roku 1864 prosadil povýšení školy Joanneum ve Štýrském Hradci na vysokou školu technickou. Podporoval rozvoj železniční sítě. Zemský sněm ho roku 1861 delegoval i do Říšské rady (tehdy ještě volené nepřímo) za Štýrsko (kurie venkovských obcí). K roku 1861 se uvádí jako náměstek hejtmana a statkář, bytem v Štýrském Hradci. Opětovně byl zemským sněmem do Říšské rady delegován roku 1867. Poté, co se dosavadní předseda Poslanecké sněmovny Karl Giskra stal ministrem, se 10. února 1868 konala nová volba předsedy sněmovny. Moritz von Kaiserfeld obdržel 111 ze 131 hlasů. Funkci předsedy Poslanecké sněmovny Říšské rady si udržel i 14. prosince 1869, kdy začalo nové V. zasedání sněmovny (získal 90 ze 127 hlasů).
Byl zastáncem ústavy i autonomie korunních zemí. V Říšské radě patřil k takzvané frakci německých autonomistů, která se později přimkla k německým liberálům (takzvaná Ústavní strana, liberálně a centralisticky orientovaná, odmítající federalistické aspirace neněmeckých etnik). Podporoval rakousko-uherské vyrovnání. V březnu 1865 se v rozpravě o rozpočtu uherské dvorské kanceláře vyslovil pro uherské požadavky. Odmítal pozastavení platnosti ústavy za vlády Richarda Belcrediho i tzv. Fundamentální články za vlády Karla von Hohenwarta (neúspěšný pokus o česko-rakouské vyrovnání z roku 1871).
V roce 1871 se stal zemským hejtmanem Štýrska. Funkci zastával do roku 1884. Roku 1871 byl též povolán do Panské sněmovny (jmenovaná horní komora Říšské rady) jako její doživotní člen.
Od roku 1858 byl členem ústředního výboru Zemědělské společnosti Štýrska, od roku 1866 jejím prezidentem. Od roku 1862 byl rovněž prezidentem Historického spolku pro Štýrsko. V roce 1884 odstoupil ze zdravotních důvodů z politických funkcí. Zemřel o rok později na sešlost věkem.